# مخلقة الغلوتامين
مخلِّقة الغلوتامين (بالإنجليزية: Glutamine synthetase)‏ (GS) (
ر.ت.إ

6.3.1.2

) هو إنزيم يلعب دورا أساسيا في أيض النيتروجين بتحفيز تكثيف الغلوتامات والأمونيا لتشكيل الجلوتامين:
غلوتامات + ATP + NH3 ← جلوتامين + ADP + فوسفات
تستخدم مخلقة الغلوتامين الأمونيا المنتَجَة بواسطة اختزال النترات، تحلل الحمض الأميني والتنفس الضوئي. مجموعة الأميد في الغلوتامات هي مصدر للنيتروجين في المسار الأيضي لمستقلب الغلوتامين.
يمكن أن تحدث تفاعلات أخرى عبر مخلقة الغلوتامين. المنافسة بين أيون الأمونيوم والماء، ألفة ارتباطهما وتركيز أيون الأمونيوم عوامل تؤثر في تخليق الغلوتامين وحلمأته. يتشكل الغلوتامين إذا هاجم أيون أمونيوم وسيط أسيل-فوسفات، أو حين تتم إعادة تكوين الغلوتامات إذا هاجم الماء الوسيط. يرتبط أيون الأمونيوم بشكل أقوى من الماء مع مخلقة الغلوتامين بسبب القوى الإلكتروساتية بين كاتيونٍ وجيب ارتباط سالب الشحنة. تفاعل آخر محتمل تقوم به مخلقة الغلوتامين هو عند ارتباط NH2OH بها بدل NH4+ وينتج γ-غلوتاميل هيدروكسيمات.